# Thanh Dương (xã)
Thanh Dương là một xã thuộc huyện Thanh Chương, tỉnh Nghệ An, Việt Nam.